# Ulrich Wendt (Politiker)
Ulrich Wendt (* 14. Juni 1945 in Timmendorfer Strand) ist ein ehemaliger deutscher Politiker (CDU) und Oberbürgermeister von Bühl und Baden-Baden.

## Leben
Ulrich Wendt zog im Alter von neun Jahren nach Baden-Baden, weil sein Vater Leiter des dortigen Hochbauamtes wurde. Er besuchte das Markgraf-Ludwig-Gymnasium und studierte anschließend in Freiburg. 
Von 1981 bis 1989 war Wendt Oberbürgermeister von Bühl, bevor er 1990 zum Oberbürgermeister von Baden-Baden gewählt wurde. 1998 dann verlor er dieses Amt an Sigrun Lang. Für den Landtagswahlkreis Baden-Baden war er von 1988 bis 1992 in der 10. Wahlperiode Mitglied des Landtags von Baden-Württemberg mit einem Direktmandat.
In seiner Zeit als Oberbürgermeister von Baden-Baden wurden zahlreiche Strukturprojekte umgesetzt:
Das Festspielhaus wurde gebaut, durch Änderung des Flächennutzungsplans wurde der Flugplatz Baden-Oos in ein Gewerbegebiet umgewidmet und der Flughafen Karlsruhe/Baden-Baden in Söllingen wurde gebaut. Auch die Gründung der „Stiftung Frieder Burda“, die letztlich zum Bau des Burda-Museums führte und die Etablierung des SWF3-New-Pop-Festivals, fallen in seine Amtszeit. Ein großer Kritiker war der Amtsvorgänger Walter Carlein.
Später arbeitete Wendt bei dem Energieversorgungsunternehmen EnBW und war als Wirtschaftsberater tätig.
Ulrich Wendt hat zwei Kinder.